# Gare d'El Amria
La gare d'El Amria est une gare ferroviaire algérienne située sur le territoire de la commune d'El Amria, dans la wilaya de Aïn Témouchent.

## Situation ferroviaire
La gare se situe sur la ligne d'Es Senia à Béni Saf où elle précédée de la gare de Boutlélis est suivie de celle de Hassi El Ghella.

## Histoire
Lors de la colonisation, la gare portait le nom de gare de Lourmel.

## Service des voyageurs

### Dessertes
La gare d'El Amria est desservie par les trains régionaux de la liaison Oran - Béni Saf.